# Fight Club (film)
Vous lisez un « bon article » labellisé en 2020.
Pour les articles homonymes, voir Fight Club.
Pour plus de détails, voir Fiche technique et Distribution.
Fight Club [faɪt klʌb] est un film américano-allemand réalisé par David Fincher et sorti en 1999. Il est adapté du roman du même nom de Chuck Palahniuk, publié en 1996. Le narrateur est un homme qui, trouvant peu de satisfaction dans son activité professionnelle et sa vie en général, crée avec l'énigmatique Tyler Durden, personnage anticonformiste, un club de combats clandestins permettant à ses membres d'évacuer leur mal-être par la violence. Le film a pour acteurs principaux Edward Norton, Brad Pitt et Helena Bonham Carter.
Les droits du roman de Chuck Palahniuk sont achetés par 20th Century Fox et David Fincher est engagé comme réalisateur en raison de son enthousiasme pour le projet. Il collabore étroitement avec le scénariste Jim Uhls pour l'écriture du scénario et voit le film comme une métaphore du conflit existant entre une partie des adultes de la « génération X » et les valeurs véhiculées par la société de consommation. Il délivre un message volontairement ambigu, laissant au spectateur le soin de l'interpréter. Il inclut également des éléments présents dans le roman pour provoquer un sentiment de malaise chez le spectateur et détourner son attention du retournement final dont bénéficie le film.
À sa sortie, Fight Club est un échec commercial aux États-Unis mais réalise de meilleures recettes au niveau international. Il reçoit des critiques très contrastées de la part de la presse, qui se déchire à son sujet en raison des multiples interprétations pouvant en être faites, et demeure l'un des films les plus controversés des années 1990. Cependant, le succès commercial vient lors de la sortie du film en DVD. Il est, depuis, considéré comme un film culte.

## Synopsis
Un saut en avant montre le personnage principal à qui on a enfoncé un pistolet dans la bouche et dont on entend la voix en monologue intérieur qui se remémore comment il en est arrivé là.
Le narrateur est un technicien de rappel en usine de voitures défectueuses pour une grande marque. Trentenaire célibataire, désillusionné par la vie et anhédonique, il souffre d'insomnie chronique et cherche un moyen de s'évader de son existence monotone. Refusant de l'assister par médication, son médecin lui suggère de participer à des groupes de parole centrés sur divers troubles et maladies, de façon à relativiser son état de souffrance. Le narrateur rejoint donc un groupe de victimes du cancer des testicules et s'aperçoit que se faire passer pour une victime lui permet de se sentir en vie et de soigner son insomnie. Il y prend goût et décide d'intégrer d'autres groupes d'entraide mais remarque bientôt qu'une femme, Marla Singer, participe comme lui à tous les groupes. Incommodé par la présence d'un autre imposteur, il négocie avec elle pour qu'ils se répartissent les différentes séances hebdomadaires.
C'est alors qu'il fait la connaissance de Tyler Durden en revenant d'un voyage d'affaires. C'est un charismatique vendeur de savon qui lui laisse sa carte de visite. De retour chez lui, le narrateur découvre que son appartement a été détruit par une explosion. Il décide de téléphoner à Tyler et les deux hommes se rencontrent dans le bar Lou's Tavern. Leur discussion sur le consumérisme amène le narrateur à se faire inviter chez Tyler pour y passer la nuit. En sortant du bar, ce dernier lui propose de le frapper. D'abord hésitant, le narrateur se décide à lui donner un coup de poing. Il s'ensuit une bagarre entre eux, qu'il trouve particulièrement vivifiante. Puis Tyler l'emmène dans la maison délabrée où il vit et où le narrateur prend rapidement ses quartiers. Les jours suivants, les deux hommes prennent l'habitude de se battre derrière le bar, ce qui finit par attirer l'attention de quelques clients qui demandent à participer. Tyler et le narrateur décident alors de former le Fight Club, un cercle exclusivement composé d'hommes, axé autour de combats ultra-violents se déroulant dans les sous-sols du bar.

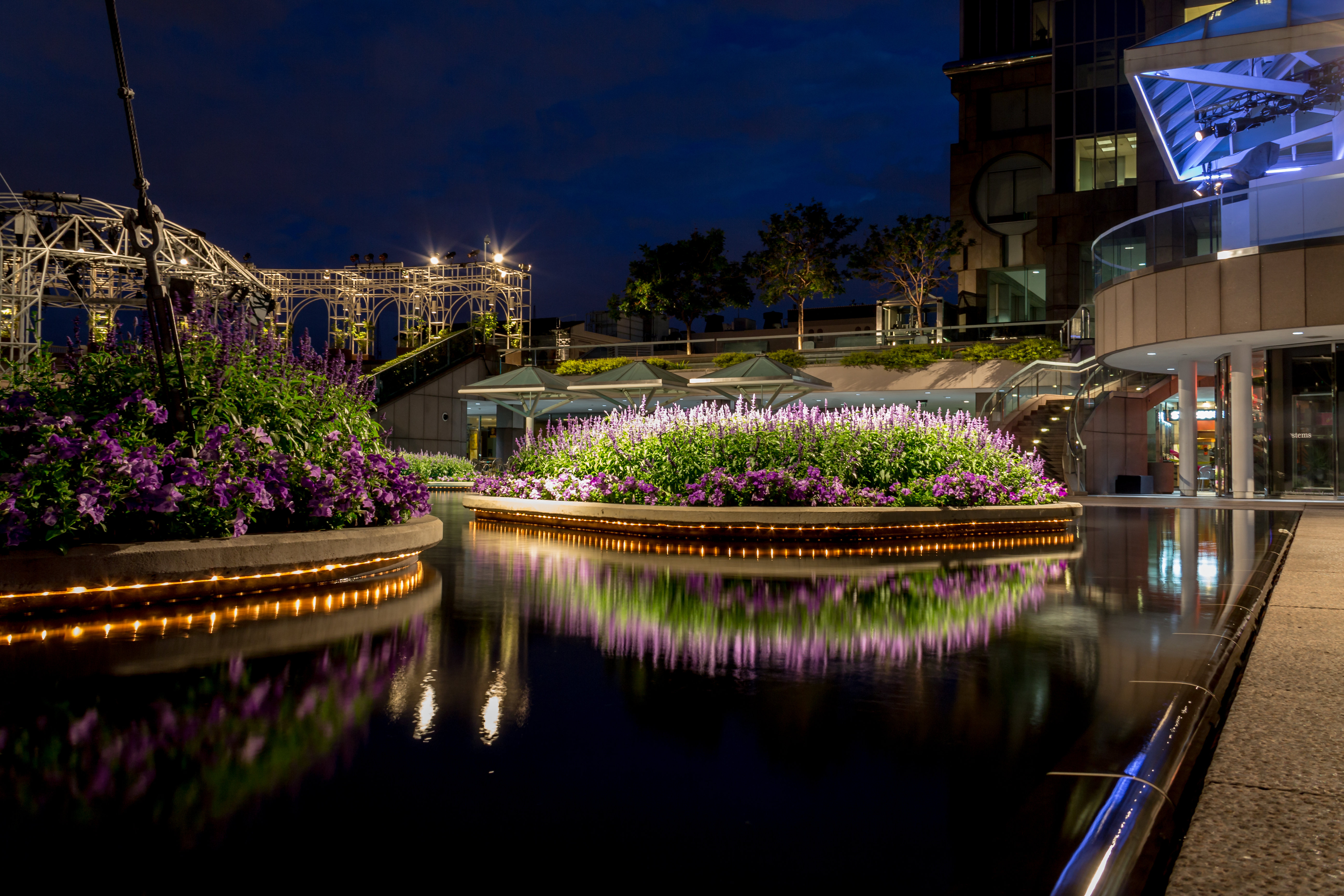
La en à Los Angeles sert de lieu de tournage à l'une des scènes du film où les membres du « Projet Chaos » détruisent une œuvre d'art.

Peu à peu, le narrateur découvre une nouvelle façon de vivre et de voir les choses. Tyler le pousse à s'affranchir des règles sociales, ce qui a d'emblée des conséquences sur son travail. Mais il s'en moque car il a pris goût au Fight Club, à sa violence rédemptrice ainsi qu'aux actions de sabotage visant des bureaux, des boutiques et d'autres lieux majeurs du consumérisme. En revanche, il n'apprécie pas que Tyler commence une relation avec Marla Singer, et cela l'amène à reconsidérer le bien-fondé de leurs actions. Il s'inquiète, notamment, de la dernière trouvaille de Tyler : le mystérieux « Projet Chaos » qui amène les membres du Fight Club à se transformer en une milice dont le but reste peu clair. Il reproche à Tyler de le tenir à l'écart et décide d'arrêter le projet lorsqu'une opération de sabotage provoque la mort d'un de leurs membres : Bob, un ami du narrateur rencontré lors d'une réunion d'hommes atteints de cancer des testicules.
Tyler ayant soudain disparu, le narrateur suit ses traces à travers le pays et découvre avec horreur que Tyler n'existe que dans sa tête. Il est, en effet, victime d'un dédoublement de personnalité. Embarqué dans un dialogue avec son autre lui-même dans lequel il ne se reconnaît plus, il tente de discuter des actions de Tyler car le projet a pour but de détruire des immeubles hébergeant des sociétés financières, effaçant ainsi toute trace des données bancaires du pays. De la nitroglycérine est préparée à partir de la glycérine restant après saponification de la graisse extraite lors de liposuccions, graisse volée dans une clinique, les savons humains étant revendus comme des savons de luxe. Se rendant à la police pour se dénoncer, le narrateur découvre avec stupeur que son organisation a infiltré les lieux. Il parvient de justesse à s'échapper du commissariat et se rend dans un immeuble piégé. Mais Tyler apparaît pour l'empêcher de désamorcer les explosifs et ils commencent à se battre dans le parking de l'immeuble. La scène est filmée par des caméras de surveillance et on découvre sur les images que le narrateur se bat tout seul contre lui-même. Dans son esprit, c'est Tyler qui finalement l'emporte.

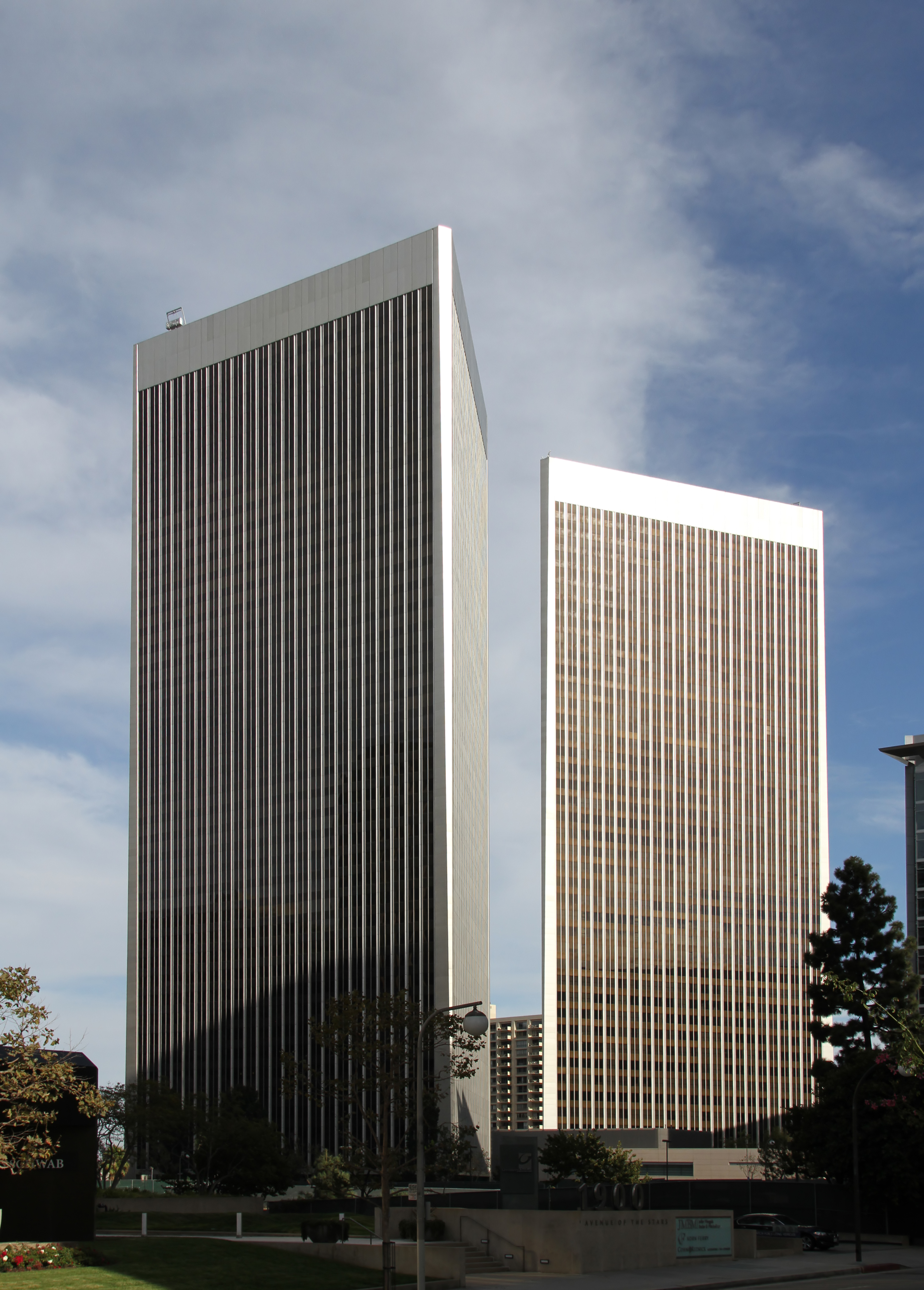
Les deux derniers immeubles qui explosent, les en de Los Angeles, situés près des 20th Century Studios, servent de décor au final du film.

À son réveil, le narrateur est assis dans un fauteuil au dernier étage d'un bâtiment d'où lui et Tyler pourront admirer l'explosion des différents immeubles piégés. Le narrateur tente alors une dernière fois de raisonner Tyler, mais celui-ci dénigre ses suppliques avec mépris. Le film reprend la scène du début, où le protagoniste a le canon d'un pistolet dans la bouche. Tyler lui reproche de s'obstiner à défendre une société ingrate et dérisoire. Soudain, le narrateur a une idée. Il s'aperçoit que l'arme que tient Tyler est en réalité dans sa propre main, puis la place dans sa bouche avant de faire feu, imaginant que c'est Tyler qui se tire lui-même une balle dans la tête. L'effet est immédiat : Tyler disparaît définitivement, mais le narrateur survit comme la balle ne fait que traverser sa joue. L'instant d'après, il est rejoint par ses hommes de main qui amènent Marla, enlevée sur les ordres de Tyler. Le narrateur leur demande de les laisser seuls. C'est alors que les bombes dissimulées dans les immeubles voisins explosent, faisant s'écrouler les bâtiments. Tous deux observent la scène en silence, main dans la main.

## Fiche technique
Sauf indication contraire, les informations mentionnées dans cette section peuvent être confirmées par les bases de données cinématographiques IMDb et Allociné,  présentes dans la section « Liens externes ».
- Titre original et français : Fight Club
- Réalisation : David Fincher
- Scénario : Jim Uhls, d'après le roman Fight Club de Chuck Palahniuk
- Musique : The Dust Brothers (musique additionnelle : P.J . Hanke)
- Direction artistique : Chris Gorak (en)
- Décors : Alex McDowell
- Costumes : Michael Kaplan
- Photographie : Jeff Cronenweth
- Montage : James Haygood
- Production : Ross Grayson Bell, Ceán Chaffin et Art Linson
- Sociétés de production : Fox 2000 Pictures, Regency Enterprises, Linson Films, Atman Entertainment, Knickerbocker Films et Taurus Film
- Sociétés de distribution : 20th Century Fox (États-Unis, international) ; UGC Fox Distribution (France)
- Budget : 63 000 000 $[2]
- Pays de production :  États-Unis,  Allemagne
- Langue originale : anglais
- Format : couleur — 35 mm — 2,35:1 — son Dolby Digital
- Genre : thriller psychologique, drame, satire
- Durée : 139 minutes
- Dates de sortie :
  - Italie : 10 septembre 1999 (Mostra de Venise)
  - États-Unis, Canada : 15 octobre 1999
  - France, Belgique, Suisse : 10 novembre 1999
- Classification :
  - États-Unis : Restricted (violence, sexualité et langage)[N 2]
  - France : interdit aux moins de 16 ans lors de sa sortie en salles
  - Québec : déconseillée aux moins de 16 ans (initialement aux moins de 18 ans puis reclassé en 2013)

## Distribution
Sauf indication contraire, les informations mentionnées dans cette section peuvent être confirmées par les bases de données cinématographiques IMDb et Allociné,  présentes dans la section « Liens externes ».
- Brad Pitt (VF : Éric Herson-Macarel et VQ : Alain Zouvi) : Tyler Durden[N 3]
- Edward Norton (VF : Damien Boisseau et VQ : Antoine Durand) : le narrateur
- Helena Bonham Carter (VF : Martine Irzenski et VQ : Linda Roy) : Marla Singer
- Meat Loaf (VQ : Olivier Visentin) : Robert « Bob » Paulson
- Zach Grenier (VF : Philippe Catoire) : Richard Chesler
- Jared Leto (VF : Stéphane Marais et VQ : Martin Watier) : « Gueule d'ange »
- Eion Bailey : Ricky
- David Andrews (VF : Guy Chapellier) : Thomas
- David Lee Smith (VF : Patrick Mancini) : Walter
- Peter Iacangelo (VF : Jean-Claude Sachot) : Lou
- Thom Gossom Jr. (VF : Med Hondo et VQ : Yves Corbeil) : l'inspecteur Stern
- Holt McCallany : le mécanicien
- Michael Shamus Wiles (VF : Bruno Choël) : le barman
- Richmond Arquette (VF : Guillaume Orsat) : un interne
- Eugénie Bondurant : une femme en sanglots

Sources et légende : Version française (VF) sur Allodoublage et sur Voxofilm. Version québécoise (VQ) sur Doublage Québec

## Production

### Développement

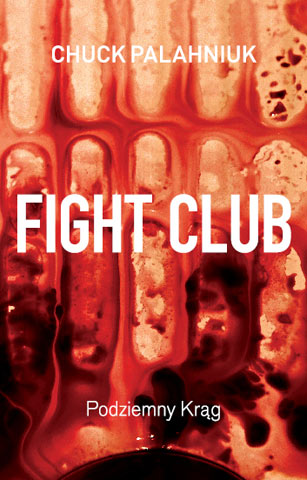
Le roman Fight Club de Chuck Palahniuk.

Le roman Fight Club de Chuck Palahniuk est publié en 1996. Avant sa publication, Raymond Bongiovanni, employé de la 20th Century Fox, découvre le roman et en envoie une version préliminaire au responsable exécutif Kevin McCormick et à Laura Ziskin, à la tête de la division Fox 2000 Pictures,. Kevin McCormick charge un relecteur d'en faire un compte rendu afin d'étudier le projet d'une adaptation cinématographique, mais le rapport du relecteur est défavorable. McCormick l'envoie alors aux producteurs Art Linson et Lawrence Bender, qui le refusent à leur tour. Mais les producteurs Joshua Donen et Ross Grayson Bell y voient du potentiel et expriment leur intérêt pour une adaptation. Ils mettent en place des lectures du script avec des interprètes pour déterminer sa longueur et l'interprétation initiale dure six heures. Les producteurs suppriment de nombreuses sections pour réduire cette durée et utilisent cette deuxième version plus courte pour enregistrer des dialogues. Bell envoie l'enregistrement à Laura Ziskin, qui achète les droits du roman à Palahniuk pour 10 000 dollars.
Ziskin veut d'abord engager Buck Henry pour écrire le scénario, car Fight Club lui fait penser au film Le Lauréat, dont Buck Henry a écrit l'adaptation. Mais un nouveau scénariste, Jim Uhls, fait pression sur Donen et Bell pour qu'on lui confie la tâche, et les producteurs l'engagent. Bell contacte quatre réalisateurs pour diriger l'adaptation. Peter Jackson est leur premier choix, mais celui-ci est en train de réaliser Fantômes contre fantômes en Nouvelle-Zélande. Le studio envoie un exemplaire du roman à Bryan Singer, qui ne le lit pas. Danny Boyle rencontre Bell et lit le livre mais est déjà sur un autre projet. David Fincher, qui a lu le roman et a essayé lui-même d'en acheter les droits, est contacté par Ziskin. Il hésite à accepter le contrat que lui propose 20th Century Fox à la suite de la mauvaise expérience qu'il a eue en réalisant Alien 3 pour le même studio. Afin de repartir sur de bonnes bases avec le studio, il rencontre d'abord Ziskin et, en août 1997, le studio annonce que Fincher dirigera l'adaptation de Fight Club.
Uhls commence à travailler sur une première version du scénario sans narration en voix off car cette technique est alors perçue comme éculée. Quand Fincher rejoint le film, il estime qu'une narration serait nécessaire, permettant notamment d'insuffler de l'humour, et craignant qu'en son absence le film soit « triste et pathétique ». Fincher et Uhls travaillent ensemble pendant plus de six mois et, à la fin de l'année 1997, terminent une troisième version avec un récit réorganisé et allégé de quelques éléments. Quand Brad Pitt est engagé, il s'inquiète du fait que son personnage soit trop unidimensionnel. Fincher prend alors conseil auprès du réalisateur Cameron Crowe, qui lui suggère de donner plus d’ambiguïté au personnage de Tyler Durden. Fincher engage aussi le scénariste Andrew Kevin Walker pour l'aider. Il invite Pitt et Norton à l'aider à réviser le script et le groupe rédige cinq versions du scénario en un an.
Palahniuk fait l'éloge de la fidélité de l'adaptation à son roman et approuve l'organisation du scénario du film par rapport à celle de son livre. Les scénaristes débattent longtemps du fait d'inclure le retournement final du roman dans le film, se demandant si le public le trouverait crédible. Fincher tranche en faveur de l'inclusion, indiquant que si les spectateurs acceptent tout jusqu'à ce point, ils accepteront aussi ce retournement de situation. Le roman de Palahniuk contient aussi des sous-entendus homoérotiques, que le réalisateur inclut dans le film afin de provoquer un sentiment de malaise chez le spectateur et d'accentuer sa surprise lors des rebondissements du scénario. La scène dans la salle de bains où Tyler Durden prend son bain près du narrateur est l'un de ces sous-entendus, tout comme celle où il enfonce le canon d'un pistolet dans la bouche du narrateur. Cependant, la fameuse réplique « Nous sommes une génération d'hommes élevés par des femmes ; je suis pas sûr qu'une autre femme soit la solution à nos problèmes » fait référence à la responsabilité individuelle plutôt qu'à l'homosexualité. À la fin du film, le narrateur trouve la rédemption en rejetant le discours de Tyler Durden ; cette fin diverge de celle du roman où il est placé dans une institution psychiatrique. Fincher trouve, en effet, que le roman est trop entiché du personnage de Tyler Durden et change la fin pour s'éloigner de lui, expliquant : « Je voulais que les gens aiment Tyler mais je voulais aussi qu'ils soient d'accord avec sa disparition. »

### Choix des interprètes

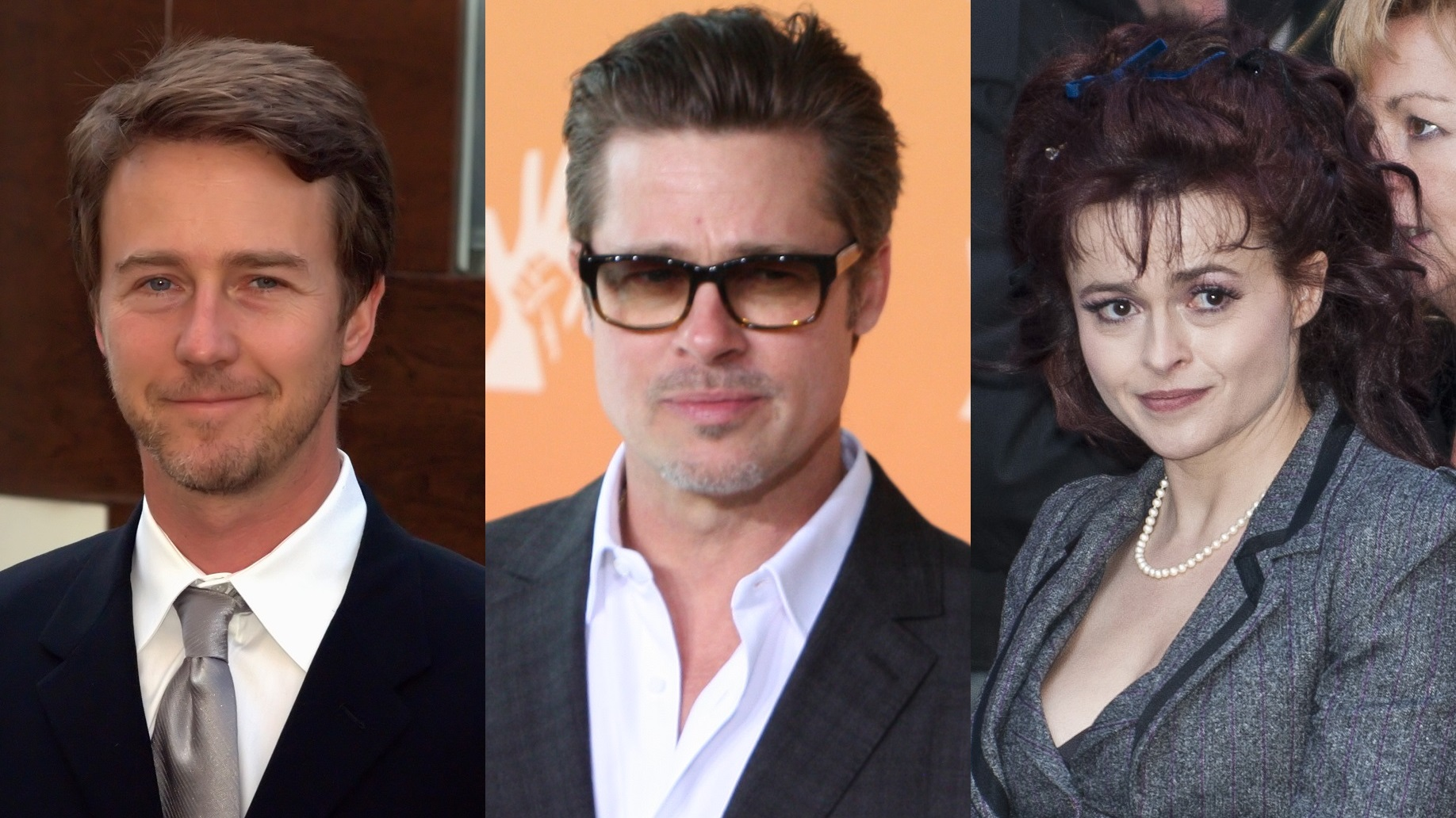
Les trois interprètes principaux du film : Edward Norton, Brad Pitt et Helena Bonham Carter.

Le producteur Ross Bell rencontre Russell Crowe pour lui proposer le rôle de Tyler Durden. Art Linson, qui se joint tardivement au projet, rencontre un autre candidat, Brad Pitt. Comme Linson est plus expérimenté que Bell, le studio choisit d'engager Pitt au lieu de Crowe. Pitt est à l'époque à la recherche d'un nouveau rôle après l'échec commercial aux États-Unis de Rencontre avec Joe Black. Le studio pense que le film aura plus de succès avec une star en tête d'affiche et Pitt est donc engagé avec un cachet de 17 500 000 dollars.
Pour le rôle du narrateur anonyme, le studio pense d'abord à Matt Damon puis à Sean Penn. Fincher conseille plutôt d'engager Edward Norton en se basant sur la performance de celui-ci dans Larry Flynt. Mais d'autres studios approchent également Norton en lui proposant de tenir le premier rôle dans des films en cours développement tels que Le Talentueux Mr Ripley et Man on the Moon. Norton est déjà engagé dans Le Maître du jeu mais la production de ce film prend du retard. Fox offre à Norton un cachet de 2 500 000 $ pour l'attacher au projet mais l'acteur ne peut toujours pas accepter immédiatement car il doit tourner dans un film de Paramount Pictures. Il signe donc une obligation contractuelle avec Paramount pour jouer dans l'un de leurs futurs films pour un cachet moins élevé ; ce sera Braquage à l'italienne en 2003.
En janvier 1998, 20th Century Fox annonce que Pitt et Norton sont engagés dans le film. Les interprètes préparent leurs rôles en prenant des leçons de boxe, de taekwondo, de lutte et de fabrication de savon. Pitt va chez un dentiste afin de se faire enlever des petits bouts de ses dents de devant car son personnage n'a pas des dents parfaites. Ces morceaux sont réimplantés après le tournage du film.
Le premier choix de Fincher pour le rôle de Marla Singer est Janeane Garofalo, qui le refuse en raison de son contenu sexuel. Les producteurs examinent les candidatures de Courtney Love et Winona Ryder sans donner suite. Le studio veut alors engager Reese Witherspoon mais Fincher s'y oppose car elle est trop jeune pour le rôle (elle avait 22 ans au moment de la préproduction). Il choisit d'engager à la place Helena Bonham Carter au vu de sa prestation dans Les Ailes de la colombe (1997).

### Tournage
Les responsables de Fox 2000 Pictures, Laura Ziskin et Bill Mechanic, planifient un budget initial de 23 000 000 dollars pour financer le film mais, au début de la production, celui-ci passe à 50 000 000 dollars. La moitié du budget est alors financée par New Regency mais, au cours du tournage, le budget prévisionnel monte à 67 000 000 dollars. Arnon Milchan, qui dirige New Regency, demande à David Fincher de réduire les coûts d'au moins 5 000 000 dollars. À la suite du refus du réalisateur, Milchan menace Mechanic de se retirer du financement. Mechanic cherche à rassurer Milchan en lui envoyant des épreuves de tournage et, après avoir vu trois semaines de tournage, Milchan renouvelle le soutien financier de son studio. Le budget final de la production s'élève à 63 000 000 dollars.
Les scènes de combats sont très chorégraphiées mais les interprètes sont priés « d'y aller à fond » afin d'avoir des effets réalistes, comme quand ils sont hors d'haleine. La maquilleuse Julie Pearce, qui a déjà travaillé avec Fincher pour The Game (1997), étudie des matchs de boxe et d'arts martiaux mixtes afin de représenter les blessures des combattants avec précision. Les maquilleurs conçoivent deux méthodes pour représenter la sueur : pulvériser de l'eau minérale sur une couche de vaseline et utiliser de l'eau pure pour « mouiller la sueur ». Meat Loaf, qui interprète un membre du Fight Club ayant des seins proéminents (conséquence d'un dérèglement hormonal), porte un harnais de 40 kg pour les simuler. Il porte aussi des chaussures à semelle compensée qui le grandissent de 20 cm pour être plus grand qu'Edward Norton dans leurs scènes communes. Pour représenter la condition physique du narrateur qui se dégrade tout au long du film tandis que celle de Tyler Durden s'améliore, il est décidé très tôt que Norton commencera à se priver de nourriture dès le début du tournage tandis que Brad Pitt fera de la musculation et des séances de bronzage, de sorte que Pitt devienne de plus en plus idéalisé à mesure que Norton dépérit.

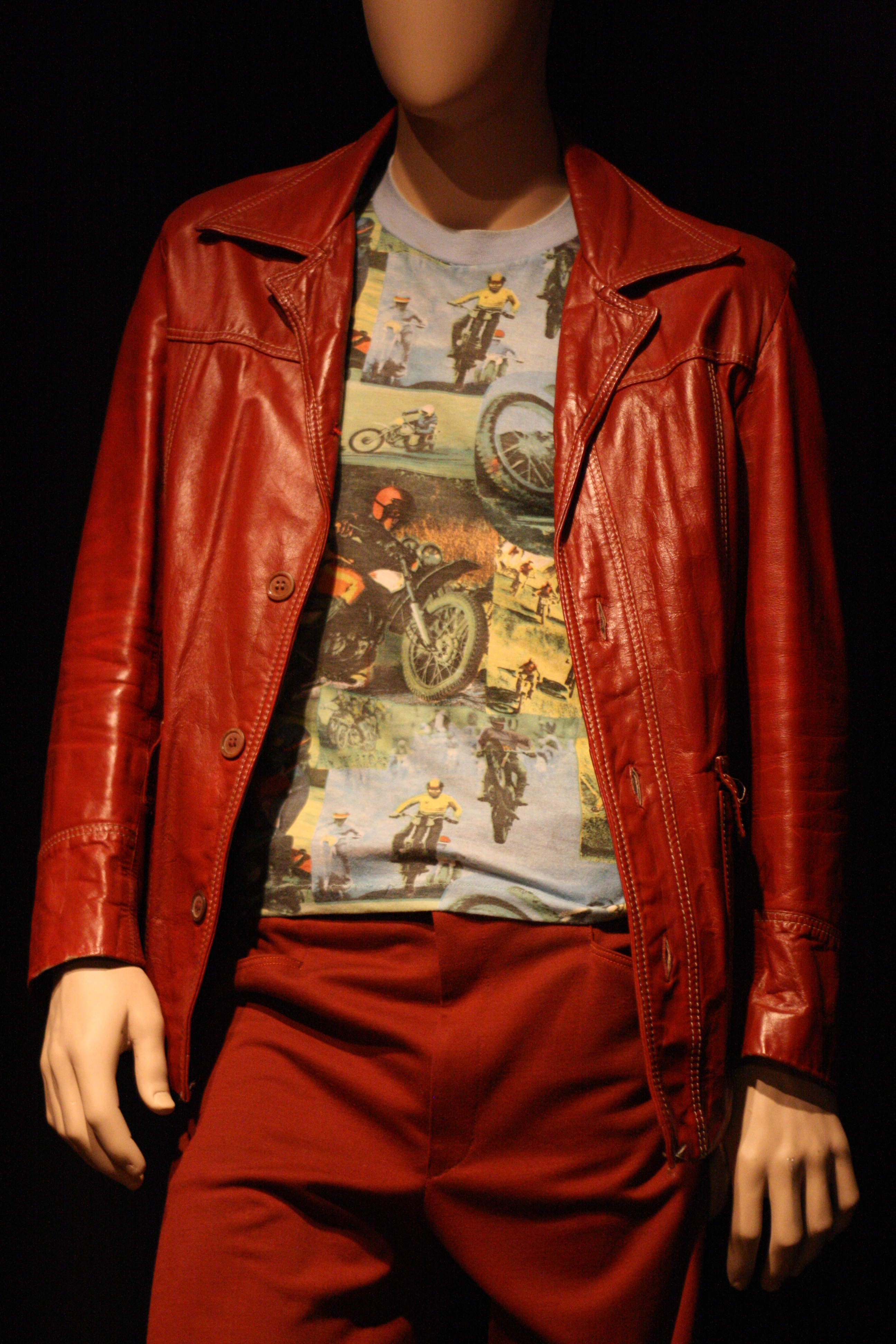
Veste portée par le personnage incarné par Brad Pitt, exposée au London Film Museum.

Fincher collabore pour la troisième fois avec le directeur de la photographie Jeff Cronenweth, fils de Jordan Cronenweth, qui était le directeur de la photographie de Fincher sur Alien 3, avant de devoir quitter le tournage en raison de sa maladie de Parkinson. Fincher et Cronenweth s'inspirent, pour le tournage, des styles visuels utilisés par le réalisateur dans Seven et The Game. L'équipe du film utilise aussi des couleurs désaturées pour les costumes, le maquillage et les décors. Ce style sombre a pour but de faire ressortir la « brillance » des personnages. Les techniques de la postlumination, du traitement sans blanchiment sont utilisées pour modifier l’apparence des images. Fincher et Cronenweth s'inspirent également d'American Graffiti (1973) pour donner un aspect banal aux extérieurs de nuit tout en incluant simultanément une large palette de couleurs. Le tournage se déroule principalement de nuit et Fincher choisit volontairement des lieux ombragés pour les scènes de jour. Le sous-sol du bar où ont lieu les combats est éclairé avec des lampes peu coûteuses pour produire une lueur en arrière-plan, alors qu'une lumière fluorescente éclaire les prothèses représentant les blessures des combattants. Lors des scènes précédant la rencontre du narrateur avec Tyler Durden, quatre images de Tyler sont insérées pour créer un effet subliminal,,.

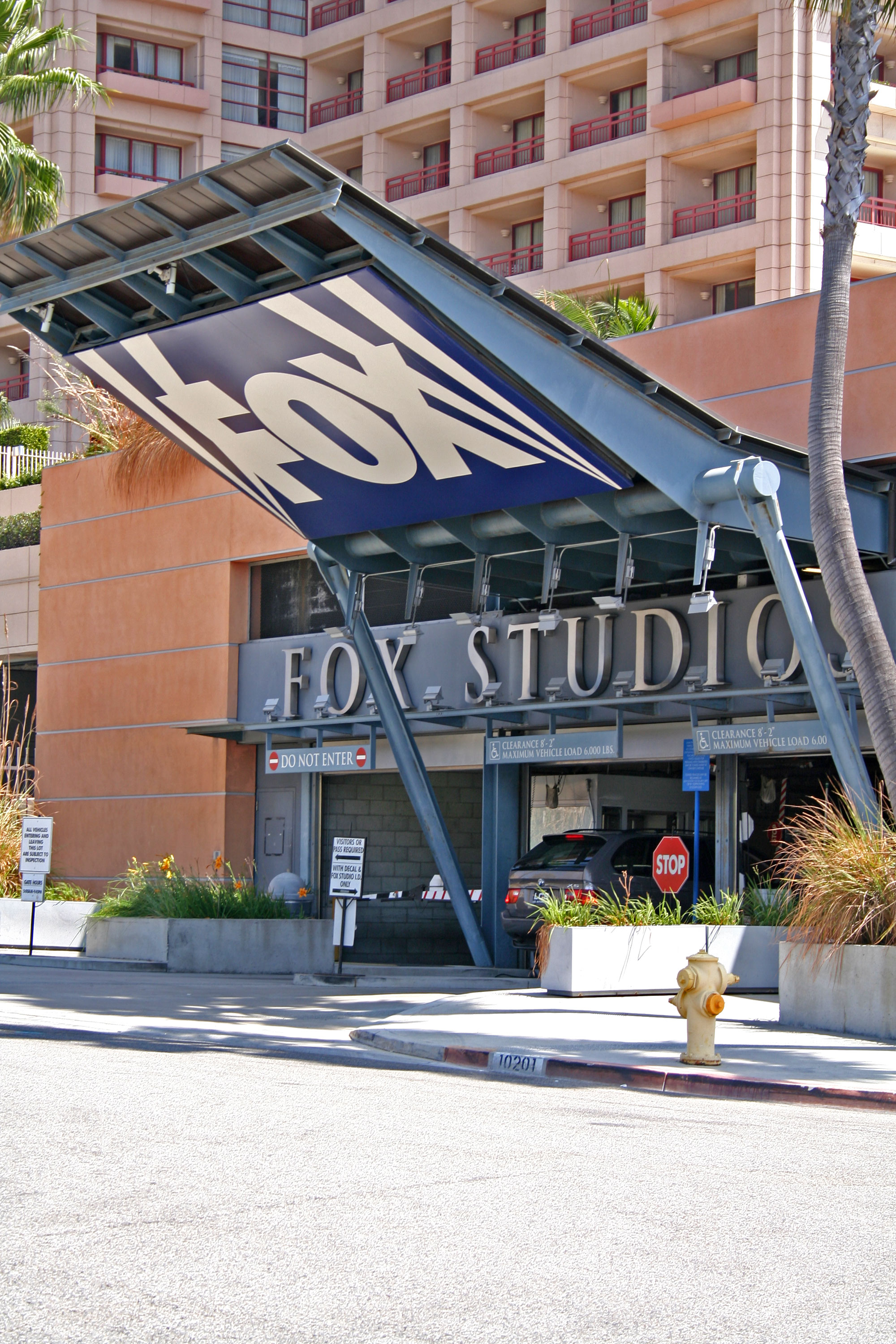
L'entrée des Fox Studios et du parking Galaxy Way au pied de la Fox Plaza.

Le tournage dure 138 jours, s'étalant d'août à décembre 1998. Fincher tourne plus de 1 500 bobines, soit trois fois plus que pour un film hollywoodien moyen. Les lieux de tournage se situent à Los Angeles et dans ses environs et les décors pour les intérieurs sont tournés dans les Studios Fox de Century City. Les deux immeubles détruits à la fin du film sont les Century Plaza Towers, situés à proximité des Studios Fox. Le chef décorateur Alex McDowell construit plus de 70 décors. Les décors pour les extérieurs du squat où vit Tyler Durden sont construits à San Pedro. Les décors des intérieurs du squat sont soigneusement délabrés pour illustrer le monde déconstruit dans lequel vivent les personnages. L'appartement où vit Marla Singer est basé sur des photographies des Rosalind Apartments dans le centre de Los Angeles. Lors du tournage des scènes se déroulant dans cet appartement, dans un quartier mal famé de Los Angeles, Cronenweth doit être brièvement hospitalisé après avoir été touché à la tête par une bouteille de bière lancée par un résident mécontent. La production inclut au total 300 scènes, 200 lieux de tournage différents et des effets spéciaux complexes. Comparant le tournage de Fight Club à celui, bien moins compliqué, de son film suivant, Panic Room, Fincher déclarera : « J'avais la sensation que je passais tout mon temps à regarder les camions charger et décharger afin que je puisse tourner trois lignes de dialogues. Il y avait trop de déplacements. »

### Postproduction
Kevin Tod Haug, qui a déjà travaillé avec Fincher pour The Game, est chargé de superviser les effets spéciaux. Il répartit les effets à créer entre différentes compagnies spécialisées dans des domaines différents (infographie tridimensionnelle, composition, animation…) et coordonne leur travail. Le générique du film est une séquence d'effets visuels durant 90 secondes qui représente l'intérieur du cerveau du narrateur à un niveau microscopique. Elle suit son processus de pensée initié par la peur qu'il ressent. La société Digital Domain, et son superviseur Kevin Mack qui a remporté l'Oscar des meilleurs effets visuels pour Au-delà de nos rêves en 1998, est chargée de réaliser cette séquence avec P. Scott Makela,. Une cartographie d'un cerveau créée par ordinateur est faite à l'aide du L-System d'après les dessins d'un illustrateur médical. Durant la séquence, qui va de l'intérieur du cerveau à l'extérieur du crâne, on peut voir des neurones, l'influx nerveux et un follicule pileux. La faible profondeur de champ est réalisée avec la technique du lancer de rayon.
La scène où la caméra passe en un éclair dans les rues de la ville pour embrasser du regard le matériel de destruction que le « Projet Chaos » a caché dans des parkings souterrains est réalisée suivant la technique de la composition en assemblant en trois dimensions une centaine de photographies de Los Angeles. La scène finale de la destruction des immeubles est réalisée par Richard Bailey, du studio Image Savant, qui y travaille pendant quatorze mois. Vers la moitié du film, Tyler Durden indique aux spectateurs un repère de changement de bobine. Cette scène est un tournant qui annonce la rupture à venir et l'inversion de la « réalité assez subjective » qui existait jusqu'alors. Fincher explique : « Soudain, c'est comme si le projectionniste avait manqué le changement de bobine, les spectateurs doivent commencer à voir le film d'une façon totalement différente ».
Le montage du film est réalisé au début de l'année 1999 et Fincher prépare une projection pour les responsables des studios de production. Ces derniers n'aiment pas le film et redoutent que celui-ci ne trouve pas son public. Le film est quand même programmé pour une sortie en salles fin juillet 1999, mais celle-ci est repoussée à l'automne, officiellement en raison de la concurrence d'autres films estivaux et d'une postproduction précipitée. Des observateurs extérieurs attribuent cependant cette décision à la fusillade de Columbine.
Le film est dédié à Raymond Bongiovanni et à P. Scott Makela, respectivement découvreur du roman à l’origine du film et coréalisateur du générique de début, décédés respectivement le 5 juin 1996 et le 7 mai 1999.

### Bande originale
David Fincher craint que des artistes ayant l'expérience en composition de musiques de films soient incapables de relier ensemble les thèmes de son film et recherche, par conséquent, un groupe qui n'a jamais travaillé dans ce domaine. Il pense d'abord à Radiohead, avant d'orienter son choix sur le duo de breakbeat The Dust Brothers, formé par John King et Mike Simpson. Le duo crée une bande originale postmoderne incluant des boucles de batteries, des scratchs électroniques et des échantillons créés par ordinateur. Mike Simpson, l'un des deux membres du groupe, explique que Fincher voulait que tous les aspects du film soient novateurs et que « [leur] bande originale non traditionnelle a aidé à accomplir cela ». La chanson de la scène finale et du générique est Where Is My Mind? des Pixies.

## Accueil

### Sortie du film et box-office

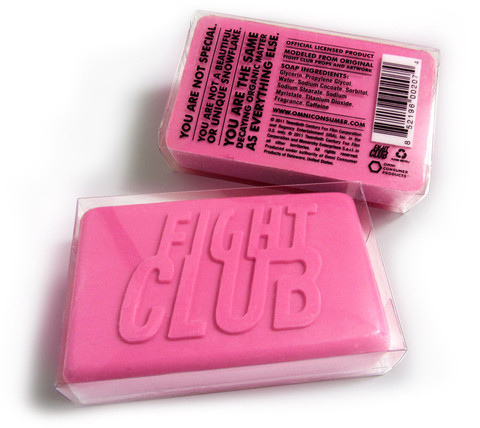
Savon modelé par Omni Consumer Products en référence au film.

Les responsables du marketing de 20th Century Fox estiment que le film est principalement destiné à un public masculin, en raison de sa violence, et que même la présence de Brad Pitt n'attirera pas le public féminin. David Fincher s'oppose à ce que les affiches et les bandes-annonces soient centrées sur Pitt et conseille au studio d'engager l'agence de communication Wieden+Kennedy pour mettre au point la campagne de promotion. Les responsables de la Fox refusent que l'image du savon rose, avec le titre du film inscrit dessus, réalisée par Wieden+Kennedy, soit la principale image utilisée pour la promotion. Ils rejettent également l'idée de Fincher de faire deux faux messages publicitaires d'intérêt public présentés par Pitt et Norton et financent, à la place, une campagne de promotion à grande échelle, d'un coût de 20 000 000 $, qui met en avant les scènes de combats. Malgré les protestations de Fincher, les spots publicitaires télévisés sont principalement diffusés pendant les émissions de catch de la WWE. Le producteur Art Linson estime que ce marketing unidimensionnel a largement contribué à l'échec commercial du film aux États-Unis.
La première du film a lieu à l'occasion de la Mostra de Venise 1999. Le film sort aux États-Unis le 15 octobre 1999 dans 1 963 salles et rapporte 11 035 485 dollars pour son premier week-end d'exploitation. Il reste une semaine en tête du box-office aux États-Unis et rapporte au total 100 853 753 dollars dans le monde entier (dont 37 030 102 dollars aux États-Unis), ce qui en fait un semi-échec commercial. Il réalise 1 065 155 entrées en France, 242 366 en Belgique et 144 077 en Suisse. Dans le reste de l'Europe, il dépasse également le million d'entrées au Royaume-Uni (1 372 464) et en Allemagne (1 057 527).

### Accueil critique
Le film fait l'objet de critiques très contrastées. Lors de sa première projection à la Mostra de Venise, les débats entre les partisans et les détracteurs sont féroces, plusieurs critiques comparant à Orange mécanique (1971) son impact et sa réflexion controversée sur la violence,. L'agrégateur Rotten Tomatoes fait état de 80 % de critiques favorables, avec un score moyen de 7,4⁄10, sur la base de 161 critiques collectées. L'agrégateur Metacritic donne un score moyen de 66⁄100, sur la base de 35 critiques collectées.
Parmi les critiques positives, David Rooney, de Variety, estime que le film est « incroyablement en phase avec son époque » car c'est « une réflexion parfaite sur le malaise du millénaire ». Il loue le « scénario stimulant », l'humour, les « dialogues incisifs » et les « commentaires désabusés sur le consumérisme, la culture d'entreprise et le capitalisme » ainsi que l'interprétation « efficace » des trois interprètes principaux. Peter Travers, de Rolling Stone, évoque un classique sans compromis et écrit : « Est-ce que Fight Club est un bon film ? Il est tellement bourré d'idées explosives et d'humour féroce que les gardiens de la moralité se mettent à crier : Danger ! C'est donc un bon film ». Pour David Graham, du San Francisco Chronicle, le film est « sensationnel » et « sinistrement drôle » avec un « tour de force en matière de direction artistique » et un « scénario caustique », « peut-être trop bon » car « Norton délivre tant d'observations pures et tranchantes que la narration en devient presque surchargée ». Janet Maslin, du New York Times, évoque un film « visionnaire et dérangeant », qui « explore l'attrait de la violence dans une culture déshumanisée et réglementée bien plus dangereuse », estimant que Fincher « trouve pour la première fois un sujet assez audacieux pour s'adapter à sa sophistication visuelle, et utilise ce style d'une manière éblouissante ». Elle met en avant la photographie et le montage « experts » et le duo d'interprètes « provocateur et complexe ». Pour James Berardinelli, du site Internet Reelviews, le film offre « un style cinétique, une approche viscérale, une intrigue irrésistible et un message social puissant », présentant « une surcharge d'idées provocantes fonctionnant sur tant de niveaux qu'elles offrent du grain à moudre pour des milliers d'examens, d'articles de fond et de conversations ». Adam Smith, du magazine Empire, attribue au film 4 étoiles sur 5, louant le style visuel de Fincher, la bande originale et les performances d'acteur de Pitt et Norton mais regrettant les invraisemblances de la dernière demi-heure et un retournement final prévisible qui empêchent le film d'être classé dans la catégorie des chefs-d'œuvre.
Du côté des critiques mitigées, J. Hoberman, du Village Voice, estime que cette « satire allègre et malveillante est extrêmement drôle, bien jouée et hardiment conçue » mais que sa deuxième partie est « épuisante et superflue » bien que « l'esbroufe nihiliste du final » vaille la peine. David Ansen, de Newsweek, décrit le film comme un « mélange de technique brillante, de philosophie puérile, de satire incisive et de surcharge sensorielle » et trouve la fin trop prétentieuse. Richard Schickel, de Time Magazine, applaudit l'interprétation de Pitt et Norton mais critique le procédé conventionnel du développement du film et l'échec de la tentative de rendre le personnage de Bonham Carter intéressant.
Parmi les critiques négatives, Roger Ebert, du Chicago Sun-Times, estime qu'il s'agit du « film hollywoodien le plus ouvertement fasciste depuis Un justicier dans la ville. Une célébration de la violence dans laquelle les héros s'octroient le droit de boire, de fumer, de baiser et de se cogner dessus ». Kenneth Turan, du Los Angeles Times, évoque « une mixture infantile et pleurnicharde de pseudo-philosophie et de violence ». Et Lisa Schwartzbaum, d'Entertainment Weekly estime qu'il repose sur un « principe idiot » et que « s'il est censé être amusant, c'est à nos dépens ».
En France, les critiques sont également très partagées. Du côté des critiques positives, Jean-Yves Katelan, de Première, donne au film 4 étoiles sur 5 et commente, pour illustrer son ambivalence et ses multiples lectures possibles : « Fight Club est un film ouvertement homo. Fight Club n'a rien d'un film homo. Fight Club est un film facho. Fight Club est un film libertaire. Fight Club se termine mal. Fight Club se termine bien. Et, surtout, il débouche sur une impasse. » Stéphane Dugast, de cplanet.com, évoque un film « corrosif, incisif, résolument « fin de siècle » » et estime qu'il s'agit d'un « film culte en puissance ». Pour Patrick Fabre, de Studio Magazine, le film « est un condensé de cinéma, une vraie leçon de mise en scène, où Fincher mixe […] une multitude de techniques narratives […] avec une réelle inventivité. Dans Fight Club, il y a à voir, mais aussi à penser ». Pour Marc Toullec de Ciné Live, il s'agit d'un « exercice de style éblouissant, percutant et un brin provocateur ».
Parmi les critiques mitigées, Gilles Médioni, de L'Express, évoque « un film destroy, sadomasochiste et romantique, stylisé, sophistiqué mais bien trop clinquant, surtout dans sa seconde partie ». Sacha Reims, du Point, avoue qu'il « ne sait pas » s'il a ou non aimé le film et met en avant l'impression de malaise ressentie et surtout le côté impressionnant de l'œuvre « dont on sent qu'elle annonce peut-être une réalité qui, déjà, frappe à nos portes ». Pour Samuel Blumenfeld, du Monde, « cette satire est parfois très drôle, plutôt bien interprétée, par moments brillamment mise en scène, sauf qu'elle retombe comme un soufflé ». Et pour Laurent Vachaud, de Positif, « David Fincher ne possède pas les moyens de son ambition. Son film est un objet étrange et assez antipathique, très proche de Tueurs nés d'Oliver Stone, qui lui aussi ressemblait à ce qu'il voulait dénoncer ».
Du côté des critiques négatives, Bruno Bayon, de Libération, évoque « une mêlée d'idées creuses » où « les combats sont plats ». Pour François Gorin, de Télérama, « Fight Club se contente de délayer une mélasse sub-nietzschéenne épicée de violence gratuite ». Pour Emmanuel Burdeau, des Cahiers du Cinéma, le film « rend nécessaire la création du concept culinaire, esthétique, moral de film dégueulasse ». Enfin, Olivier Père, des Inrockuptibles, estime que le film « ne va pas manquer de susciter des réactions offusquées — et compréhensibles — en raison de son idéologie douteuse (est-il préférable de parler de bêtise ?) » et ajoute : « rien de surprenant dans le parcours d'un cinéaste plus antipathique à chaque nouveau film : après avoir vendu du Coca, des Nike […], Fincher prend son pied à vendre de la violence et du cynisme dans un emballage visuel identique ».

## Distinctions
Lors de la 72e cérémonie des Oscars, le film est nommé pour l'Oscar du meilleur montage de son. À l'occasion de la 5e cérémonie des Empire Awards, Helena Bonham Carter remporte pour son rôle l'Empire Award de la meilleure actrice britannique. Lors des Brit Awards 2000, le film est nommé dans la catégorie de la meilleure bande originale. Et Edward Norton est nommé en 2000 aux MTV Movie Awards dans la catégorie du meilleur combat (pour son combat contre lui-même). Lors des OFCS Awards 1999, le film reçoit cinq nominations dans les catégories du meilleur film, du meilleur acteur (pour Norton), du meilleur réalisateur, du meilleur scénario adapté et du meilleur montage, sans toutefois remporter un seul trophée. L'année suivante, il remporte trois OFCS Awards dans les catégories du meilleur DVD, des meilleurs commentaires audio DVD et des meilleurs bonus DVD.

## Analyse
David Fincher décrit son film comme un rite de passage, comme Le Lauréat (1967) l'avait été en son temps, mais pour les personnes dans la trentaine. Le narrateur est un homme très ordinaire, le personnage étant identifié dans le script sous le nom de « Jack » mais n'étant jamais nommé dans le film. Fincher expose ainsi le concept du personnage : « Il a essayé de faire tout ce qu'on lui avait appris à faire, de s'adapter à ce monde en devenant ce qu'il n'était pas. » Le narrateur ne peut trouver le bonheur, et il emprunte une voie de l'illumination au cours de laquelle il doit « tuer » son dieu et son professeur. Avec l'aide de Tyler Durden, il tue son dieu en faisant des choses que l'on n'est pas censé faire. Pour terminer le processus, le narrateur doit tuer son professeur, Tyler Durden.

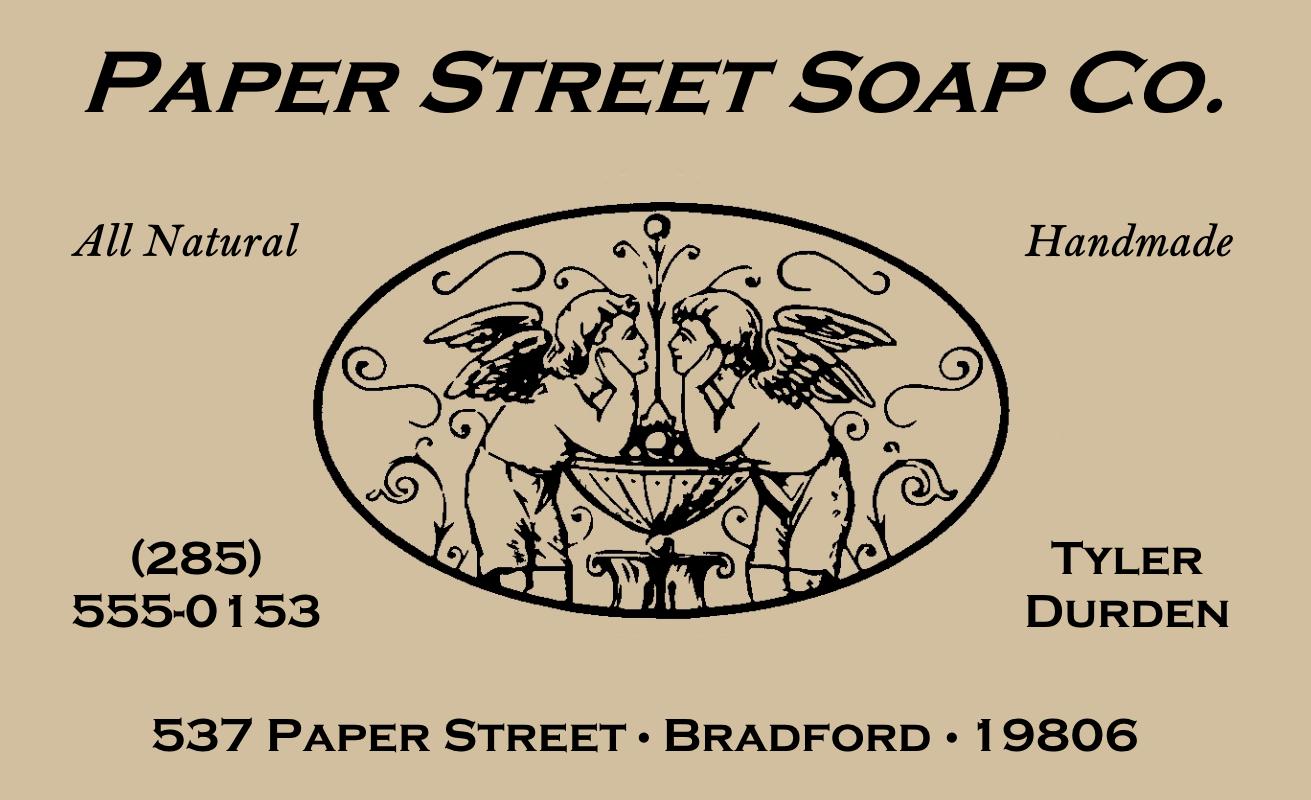
La carte de visite de Tyler Durden.

Le narrateur est à l'inverse de l'archétype du Lauréat : « un type qui n'a pas tout un monde de possibilités qui s'ouvre devant lui, il n'a aucune possibilité, il ne peut littéralement pas imaginer une façon de changer sa vie ». Il est confus et en colère et il répond à son environnement en créant dans son esprit Tyler Durden, un surhomme nietzschéen. Tyler est l'homme que le narrateur voudrait être, mais il n'a aucune empathie avec lui et ne l'aide pas à prendre les « décisions compliquées et qui ont des implications morales et éthiques ». Fincher explique que Tyler « peut venir à bout des concepts de nos vies d'une façon idéaliste mais il ne veut rien avoir à faire avec les compromis de la vie réelle que l'homme moderne connaît. Et dont le principal est : Vous n'êtes pas vraiment nécessaire à la plus grande part de ce qui se passe autour de nous ». Comme les producteurs des studios s'inquiétaient que Fight Club soit « sinistre et séditieux », Fincher a cherché à le rendre « amusant et séditieux » en y insufflant des notes d'humour pour tempérer les éléments les plus sombres.
Jim Uhls décrit le film comme une « comédie romantique », expliquant que le narrateur et Marla Singer cherchent à avoir une relation saine, ce qui passe par un comportement réciproque qui semble dur et malsain « mais qui fonctionne pour eux car ces deux personnages sont au bord du gouffre psychologiquement ». Le narrateur est à la recherche d'une relation intime tout en évitant d'en avoir une avec Marla car il voit trop de lui-même en elle. Marla est une perspective à la fois séduisante et négative pour le narrateur, qui choisit à la place la nouveauté et l'excitation provenant de son amitié avec Tyler Durden. Le narrateur est à l'aise tant qu'il est en connexion directe avec Tyler, mais il devient jaloux quand Tyler commence à avoir des relations sexuelles avec Marla. Quand le narrateur se dispute avec Tyler au sujet de leur amitié, Tyler lui dit que cette amitié est secondaire pour poursuivre la philosophie qu'ils sont en train d'explorer. Tyler suggère aussi de faire quelque chose à propos de Marla, ce qui implique qu'elle est un risque qui doit être supprimé. Le narrateur réalise alors que ses désirs convergent vers Marla et commence à se séparer de Tyler.
Le narrateur, qui n'est pas conscient que Tyler Durden est une projection mentale, crée le Fight Club en pensant à tort que c'est un moyen de se sentir fort, mais sa condition physique se dégrade tandis que celle de Tyler s'améliore. Délaissant l'expérience que représente le Fight Club, Tyler manifeste une attitude nihiliste de rejet et de destruction envers les institutions et la morale. Sa nature impulsive, qui représente le ça, transmet une attitude séduisante et libératrice pour le narrateur et les membres du « Projet Chaos ». Les initiatives et les méthodes de Tyler deviennent déshumanisés, ce qui provoque une scission entre lui et le narrateur. Selon Norton, son personnage — à l'instar de celui du Lauréat — arrive à la fin du film à un juste milieu entre ses deux identités conflictuelles.
Pour Norton, le film « explore le désespoir et la paralysie que les gens ressentent en face de ce système de valeurs qu'ils ont hérité de la publicité ». Pitt estime pour sa part que c'est « une métaphore du besoin de passer au travers des murs que nous avons érigés autour de nous, et ainsi d'expérimenter la douleur ». Le film peut aussi être mis en parallèle avec La Fureur de vivre (1955), les deux œuvres explorant les frustrations des individus qui vivent à l'intérieur du système. Les personnages, ayant subi une émasculation sociale, sont réduits à être « une génération de spectateurs ». La publicité définit les « signes extérieurs de bonheur » de la société, provoquant ainsi une poursuite superflue de l'accumulation de biens matériels qui remplace celle plus essentielle de la plénitude spirituelle. Quand le narrateur marche dans son appartement tandis que des effets visuels identifient ses biens matériels, Fincher décrit cela comme « la sensation de vivre dans une fausse idée du bonheur ». Pitt décrit cette dissonance comme « un mécanisme d'autodéfense qui empêche ma génération d'avoir une connexion ou un engagement vraiment honnête avec nos vrais sentiments… Nous sommes trop concernés par le succès et l'échec, comme si ces deux choses étaient tout ce qui allait nous définir au bout du compte ».
Selon Fincher, la violence du Fight Club n'a pas pour but de promouvoir ou de glorifier l'affrontement physique mais est un moyen pour ses participants de faire l'expérience des sensations dans une société où ils sont engourdis. Les combats représentent de façon tangible la résistance à l'impulsion d'avoir un sentiment de sécurité dans la société, dépouillant ses participants de leur crainte de la douleur. Quand le Fight Club évolue en un mouvement révolutionnaire, le film cautionne seulement à moitié la dialectique de Tyler Durden car le narrateur rejette ses idées. Le film délivre ainsi volontairement un message ambigu dont l'interprétation est laissée au public.
Dans une interview en 2023, Fincher a déclaré qu’il était consterné par les interprétations du film faites par les masculinistes, affirmant : « Le fait que le film ait été mal interprété par des personnes dont je ne pouvais même pas imaginer le point de vue est alarmant. » Il a ajouté qu’il a toujours trouvé que « ce film était drôle », et a souligné que le roman comme le film étaient « de manière assez évidente » une critique de « l’absurdité relative du Surhomme nietzschéen », ainsi qu’« une mise en garde contre la manière de gérer la colère qui est engendrée quand vous êtes marginalisé.»

## Exploitation

### Éditions en vidéo
Sur le marché vidéo, Fight Club est distribué le 15 novembre 2000 en DVD, en édition simple et en édition spéciale. L'édition simple contient seulement un commentaire audio alors que l'édition spéciale comprend en plus un DVD de bonus. En 2001, Entertainment Weekly a classé l'édition double DVD de Fight Club à la première place de sa liste des 50 DVD à posséder absolument, avec en commentaire : « Le film peut être beaucoup de choses différentes pour beaucoup de gens mais le DVD est tout simplement du pur génie ». Les ventes de DVD du film comptent parmi les plus importantes réalisées par 20th Century Fox, permettant au studio de réaliser plus de 10 000 000 dollars de bénéfices malgré les pertes initiales dues à l'échec du film lors de la sortie en salles en Amérique du Nord.
La version en disque Blu-ray est sortie le 17 novembre 2009 en région A et le 25 novembre 2009 en région B. Elle comporte quatre commentaires audio différents (celui de David Fincher ; celui de Fincher, Brad Pitt, Edward Norton et Helena Bonham Carter ; celui de Chuck Palahniuk et Jim Uhls ; et enfin celui de l’équipe technique) ainsi que de nombreux bonus. Elle s'ouvre par un faux menu d'accueil, qui est celui du film College Attitude (1999), avant d'afficher le vrai menu. Fincher a obtenu la permission de Drew Barrymore pour inclure ce faux menu d'accueil.

### Adaptation en jeu vidéo
Un jeu vidéo, également intitulé Fight Club, est sorti en 2004 sur PlayStation 2 et Xbox. L'accueil critique de celui-ci est assez mauvais, le site Jeuxvideo.com reprochant au jeu de ne « s'attarder que sur les combats et de délaisser les autres aspects du long métrage ». Gamekult en parle comme d'un « titre à oublier très vite ». Il est aussi un échec commercial, ne s'écoulant qu'à 290 000 exemplaires.

### Diffusion sur la plateforme vidéo chinoise Tencent
Le film est proposé sur la plateforme de vidéo en ligne chinoise Tencent Video en 2022 dans une version où la fin a été modifiée. La scène d'explosion des immeubles est remplacée par un message à l'écran disant : « Grâce aux preuves fournies par Tyler, la police a rapidement découvert le projet, arrêté tous les criminels, et empêché les bombes d’exploser. Après un procès, Tyler a été envoyé en asile pour recevoir un traitement psychiatrique. Il a été libéré de l’hôpital en 2012 ». En février 2022, à la suite des nombreuses réactions, la fin originale est rétablie.

## Postérité
Fight Club est l'un des films les plus controversés des années 1990. Comme plusieurs autres films sortis la même année (Magnolia, Dans la peau de John Malkovich et Les Rois du désert), il est considéré comme novateur dans son style, exploitant les nouveaux développements de la technique cinématographique. Après sa distribution en salles, il est devenu plus populaire via le bouche-à-oreille et les ventes du DVD l'ont établi comme un film culte,. Ce succès a également profité à Chuck Palahniuk, qui a acquis ainsi une renommée internationale.

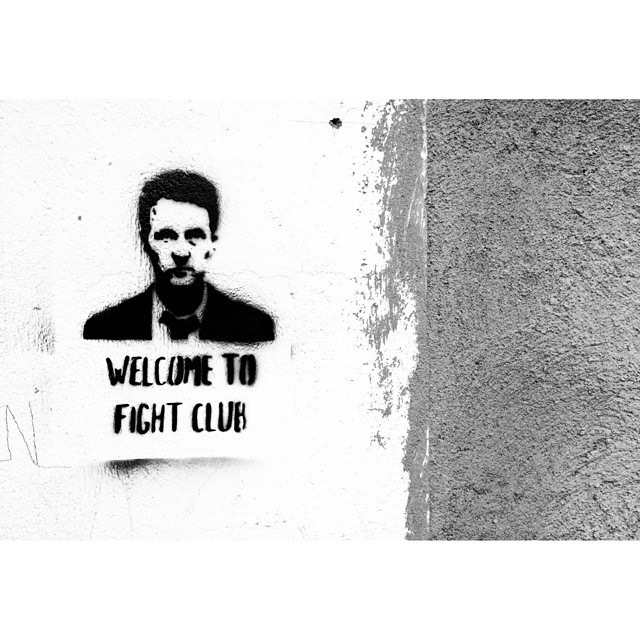
Graffiti représentant Edward Norton.

Plusieurs clubs de combat ont été créés aux États-Unis en raison de la popularité du film. Un Gentleman's Fight Club a été créé à Menlo Park en 2000, ses participants venant principalement de l'industrie des techniques de pointe. Des adolescents ont fondé des Fight Clubs au Texas, dans le New Jersey, l'État de Washington et en Alaska, postant des vidéos de leurs combats sur Internet. En 2006, un lycéen a été gravement blessé lors d'un combat à Arlington et l'enquête de la police a conduit à l'arrestation de six adolescents. Un club de combats non autorisés a également été institué à l'université de Princeton, les combats se déroulant sur le campus. En 2009, un adolescent de Manhattan a été arrêté pour avoir fait exploser un engin artisanal devant un café Starbucks de l'Upper East Side, provoquant quelques dégâts matériels, en voulant ainsi reproduire une action du « Projet Chaos ».
Le film figure à la 10e place du Top 250 des films de l'Internet Movie Database, basé sur les votes du public, avec une note moyenne de 8,8⁄10. En 2008, le magazine Empire le classe à la 10e place dans sa liste des 500 meilleurs films de tous les temps. La même année, le personnage de Tyler Durden figure à la première place du classement des 100 meilleurs personnages de films, toujours selon Empire. En 2007, la réplique « La première règle du Fight Club est : il est interdit de parler du Fight Club » est classée par Première à la 27e place de sa liste des 100 meilleures répliques du cinéma.
En 2012, Anonymous, dans son « Projet Mayhem 2012 », utilise Tyler comme nom pour son projet de « WikiLeaks décentralisé ». Le 30 septembre 2014, l'émission satirique Les Guignols de l'info reprend le thème de Fight Club, en mettant en scène le Premier ministre français Manuel Valls, qui reprend le rôle de Tyler Durden, le ministre de l'Économie et des Finances Michel Sapin, en prise avec les mauvais chiffres du chômage, qui reprend le rôle de l'expert en assurances, et lui suggère de se rendre, le soir même, dans les sous-sols de l'hôtel de Matignon, où il découvre tous les ministres du gouvernement qui sont censés être là pour se défouler et évacuer leur stress.
Le film est cité comme l'une des principales influences de la série télévisée Mr. Robot, notamment à travers son message anti-consumériste et le trouble psychologique dont souffre son personnage principal,.
Plusieurs quêtes du jeu vidéo The Witcher 3 : Wild Hunt implique de combattre à mains nues lors de tournois organisés dans plusieurs régions du monde. Le champion de la grande ville de Novigrad se nomme Durden, en référence au personnage éponyme incarné par Brad Pitt dans le film.